# Autoroute A-55 (Espagne)
Pour les articles homonymes, voir Autoroute de l'Atlantique et A55.
L'autoroute espagnole A-55 appelée aussi Autovía del Atlántico est une petite autoroute qui relie Vigo à la frontière entre le nord du Portugal et l'Espagne.
Elle double la  N-550 , qui est elle-même doublée par l' AP-9 .
L'A-55 est une autovia à fort trafic car elle relie Vigo et son port au nord du Portugal et à l'. D'où la décision de la construction[Quand ?] d'une alternative payante (autopista  AP-9 ), pour permettre de dévier le trafic de transit à destination du nord de la Galice.
Elle absorbe un fort trafic automobile aux alentours de Vigo allant jusqu'à 80 000 véhicules par jour.
Voir le tracé de l'A-55 sur GoogleMaps

## Tracé
- L'A-55 part de l'est de Vigo où elle se déconnecte de l' AP-9  (autoroute payante qui longe la côte de Galice le long de l'océan Atlantique).
- Elle descend en direction du Portugal où dans la majeure partie du tracé est parallèle à l' AP-9  jusqu'à ce que cette dernière se reconnecte à elle juste avant Tui et la frontière portugaise .

## Radars fixes
| De Vigo à Tui | De Vigo à Tui | De Tui à Vigo | De Tui à Vigo |
| PK            | Vitesse       | PK            | Vitesse       |
| 15,9          |               | 12,5          |               |

## Sorties
De Vigo à Tui
| Sorties | Villes                                                                        | Liens |
| ------- | ----------------------------------------------------------------------------- | ----- |
|         | Vigo-Avenida de la Gran Via                                                   |       |
| 01      | Vigo-Avenida de Antonio Palacios                                              |       |
|         | Vigo-Calle de Gandaron - Auchan Vigo II                                       |       |
|         | Vigo-Estrada Vella de Madrid                                                  |       |
| 02      | Vigo-Calle de Recare                                                          |       |
| 03      | Vigo-Estrada Vella de Madrid                                                  |       |
| 04      | Vigo-Avenida de Ponte                                                         |       |
|         | Vigo Nord - Mos - Aéroport de Vigo                                            | A-55  |
|         | Tui - Pontevedra - Saint-Jacques-de-Compostelle Port de Vigo - Vigo Sud VG-20 | AP-9  |
| 06      | Pinefro - Monte                                                               |       |
|         | Ourense - Benavente Madrid                                                    | A-52  |
| 07      | O Porrino Nord                                                                | N-120 |
| 08      | Tui - Portugal Vigo - Pontevedra - Saint-Jacques-de-Compostelle               | AP-9  |
| 09      | Zone Industrielle de As Gandaras Nord Zone Industrielle de As Granxa Nord     | N-550 |
| 10      | Zone Industrielle de As Gandaras Sud Zone Industrielle de As Granxa Sud       | N-550 |
| 11      | Santa Comba Ribadelouro                                                       |       |
| 12      | A Gandara                                                                     |       |
| 13      | A Cabalerra                                                                   | N-550 |
|         | Vigo - Pontevedra - Saint-Jacques-de-Compostelle                              | AP-9  |
| 14      | Tui Nord                                                                      |       |
| 15      | Tui Sud - A Guarda                                                            |       |
|         | Frontière Espagne - Portugal                                                  |       |
|         | Autoroute Porto-Valença                                                       |       |

## Référence
- Nomenclature